# Deductieve afsluiting
In de logica is de deductieve afsluiting van een verzameling proposities {\displaystyle \Gamma } en een verzameling afleidingsregels {\displaystyle \Delta } de verzameling proposities zodanig dat deze elke propositie bevat die afleidbaar is uit {\displaystyle \Gamma } met regels in {\displaystyle \Delta }. Formeel beschouwd is de deductieve afsluiting een afsluiting waarbij een verzameling proposities {\displaystyle \Gamma } gesloten is onder afleidingsregels in {\displaystyle \Delta }.
Binnen de kennistheorie wordt gediscussieerd of bepaalde deelverzamelingen van kennis, die bijvoorbeeld betrekking hebben op kennis of geloof over een bepaald onderwerp, afgesloten zijn onder deductie.

## Voorbeeld
Stel {\displaystyle \Gamma =\{p\}} en {\displaystyle \Delta } bevat de afleidingsregels van propositielogica (waaronder {\displaystyle \vdash \alpha \rightarrow \neg \neg \alpha } ). Door het toepassen van deze afleidingsregel bevat de deductieve afleiding ook {\displaystyle \neg \neg p} en, bij herhaaldelijke toepassing, ook {\displaystyle \neg \neg \neg \neg p}, {\displaystyle \neg \neg \neg \neg \neg \neg p}, etc. De deductieve afsluiting bevat ook, ongeacht de elementen in {\displaystyle \Gamma }, de tautologieën van de propositielogica (bijvoorbeeld {\displaystyle p\vee \neg p}).